# Malleehöna
Malleehöna (Leipoa ocellata) är en hotad hönsfågel i familjen storfotshöns som förekommer i Australien.

## Utseende och läten
Malleehönan är en mycket stor (60 cm), brungrå storfotshöna. Fjäderdräkten är mestadels blekt gråbrun med breda svarta teckningar nerför strupen. Resten av undersidan är bandad i svart, vitt och kastanjebrunt. Können är lika och ungfågeln är matt gråbrun med gräddvit bandning under. Bland lätena hörs dånande ljud från hanen, men även olika stönande och nynnande läten.

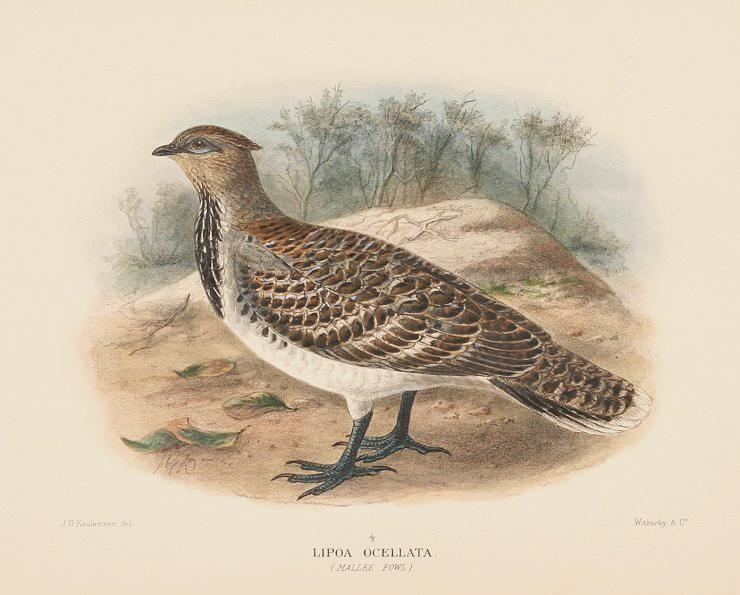

## Utbredning och systematik
Malleehönans förekommer i busk- och hedmarker i sydvästra och södra Australien. Den placeras som enda art i släktet Leipoa och behandlas som monotypisk, det vill säga att den inte delas in i några underarter.

## Häckning
Vid häckningen, där kullen kan bestå av upp till 35 ägg, läggs dessa i en speciell ruvningsgrop av förmultnande växtdelar och ruvas med hjälp av sol- och förruttnelsevärme. Ungarna kläcks med fullt utvecklad fjäderdräkt och kan flyga redan inom ett dygn.

## Status
Internationella naturvårdsunionen IUCN bedömer att malleehönan är hotad och placerar den i kategorin sårbar. Den tros ha minskat kraftigt i antal de senaste 50 åren på grund av habitatförstörelse och predation från invasiva djurarter. I vissa delar av utbredningsområdet har den återhämtat sig något, men vissa reservat anses vara för små för att kunna upprätthålla populationer utan intensivt stöd. Världspopulationen uppskattas till mellan 20 000 och 30 000 vuxna individer.